# Heinrich Seffner

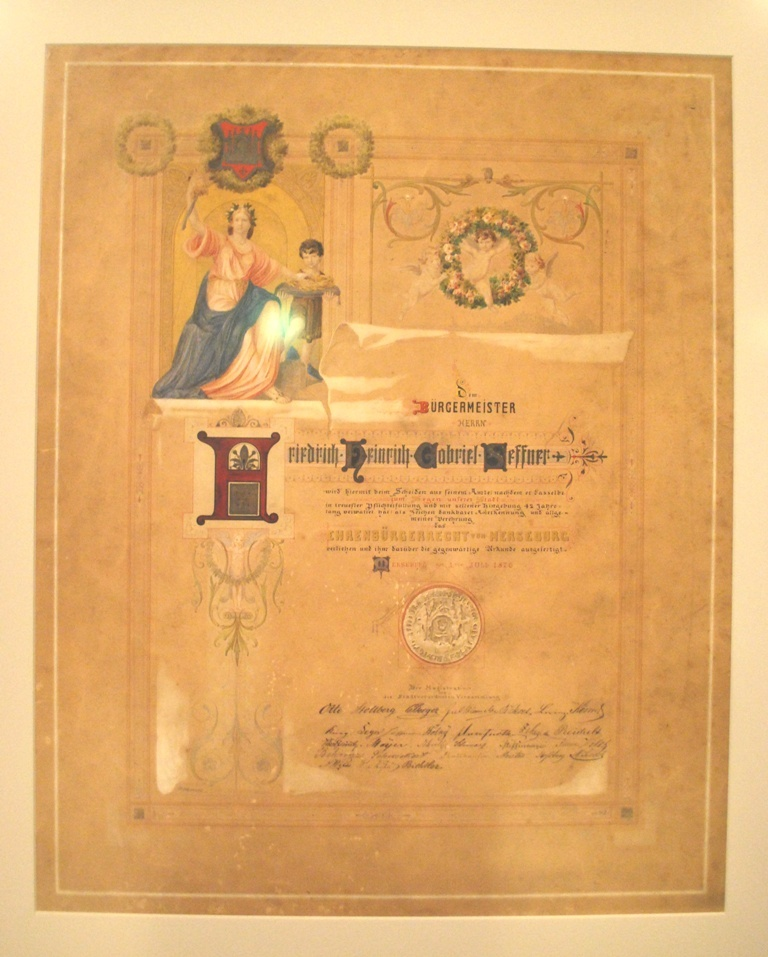
Ehrenbürgerurkunde für Heinrich Seffner (Foto: Kulturhistorisches Museum Schloss Merseburg)

Friedrich Heinrich Gabriel Seffner (* 16. November 1805 in Kösen; † 19. Januar 1888) war ein deutscher Politiker. Von 1841 bis 1876 amtierte er als Bürgermeister von Merseburg.

## Leben
Heinrich Seffner studierte von 1830 bis 1833 Rechtswissenschaften in Halle. Danach wirkte er von 1834 bis 1841 als besoldetes Magistratsmitglied in Merseburg. Von 1841 bis zum Eintritt in den Ruhestand 1876 war er Bürgermeister von Merseburg. Er gehörte außerdem dem Kreistag und dem Kreisausschuss in Merseburg an. 
Im Jahr 1848 wurde Seffner als Stellvertreter zur Preußischen Nationalversammlung gewählt. 1849 gehörte er für den Wahlkreis Merseburg der Fraktion „Rechtes Centrum“ im ersten Preußischen Abgeordnetenhaus an. 1877 bis 1879 war er erneut Mitglied des Preußischen Abgeordnetenhauses (13. Wahlperiode). Von 1876 bis 1881 war er auch Mitglied des Provinziallandtags der Provinz Sachsen.
Am 1. Juli 1876 wurde Heinrich Seffner zum Ehrenbürger der Stadt Merseburg ernannt. 
Er trat 1834 dem Bund der Freimaurer bei und war unter anderem Ehrenmeister der Loge zum goldenen Kreuz im Orient Merseburg.

## Werke
- Lebensskizze für seine Angehörigen und Freunde. Verlag Friedrich Stollberg, Merseburg 1882. (nicht ausgewertet)